# Sistema de informação oncológica
OIS (Oncology Information System - Sistema de Informação Oncológica) é uma solução de software que gerencia atividades departamentais, administrativas e clínicas. Ele agrega informações em um registro médico eletrônico completo específico de oncologia para dar suporte ao gerenciamento de informações médicas.  O Sistema de Informação Oncológica permite a captura de informações do histórico do paciente, a documentação da resposta ao tratamento, prescrição médica do tratamento, o armazenamento da documentação do paciente e a captura de atividades para fins de cobrança.
Diferentemente de um Sistema de Informação Hospitalar (HIS) ou Sistema de Informação Radiológica (RIS), o Sistema de Informação Oncológica (OIS) apoia a prestação de cuidados integrados e tratamento de longo prazo para pacientes com câncer, coletando dados durante várias fases do tratamento do câncer, mantendo histórico de frações de tratamentos, triagem, prevenção, diagnóstico, revisões de imagem ,cuidados paliativos e cuidados de fim de vida.
No Brasil a norma CNEN NN 6.10 que dispõe sobre os "requisitos de segurança e proteção radiológica para serviços de radioterapia" exige que nos serviços de oncologia da radiação "exista um sistema computadorizado de gerenciamento de informação dos pacientes com cadastro e apresentação da fotografia do paciente em todos os documentos relacionados ao tratamento, assim como no painel de controle das fontes de radiação durante o tratamento"

## Recursos básicos de um OIS
Os Sistema de Informação Oncológica geralmente suportam os seguintes recursos:
- Fluxo do Tratamento
- Prescrição Médica
- Cadastro dos Pacientes
- Gestão da Agenda de Tratamento
- Gestão dos Documentos do Paciente
- Controle Financeiro
- Interoperabilidade HL7 e DICOM RT

## Exemplos de software OIS
| Fabricante                | Sistema             | Site                          |
| ------------------------- | ------------------- | ----------------------------- |
| Varian Medical Systems    | ARIA                | https://varian.com/           |
| Elekta Medical            | MOSAIQ              | https://www.elekta.com/       |
| RT Medical Systems        | RT Connect          | http://rtmedical.com.br/      |
| RaySearch Laboratories    | RayCare             | https://www.raysearchlabs.com |
| Accuray                   | iDMS                | https://www.accuray.com/      |
| Cerner                    | PowerChart Oncology | https://www.cerner.com/       |
| Epic                      | Beacon              | https://www.epic.com/         |
| Flatiron                  | OncoEMR             | https://flatiron.com/         |
| McKesson Specialty Health | iKnowMed            | https://msh.mckesson.com/ehr/ |